# Mesterrieux
Mesterrieux är en kommun i departementet Gironde i regionen Nouvelle-Aquitaine i sydvästra Frankrike. Kommunen ligger i kantonen Monségur som tillhör arrondissementet Langon. År 2022 hade Mesterrieux 223 invånare.

## Befolkningsutveckling
Antalet invånare i kommunen Mesterrieux
Referens:INSEE